# Аревало, Гильермо
Гилье́рмо Аре́вало Валера (исп. Guillermo Arévalo Valera) — родился 3 ноября 1952 года, Яринакоча, Перу) — курандеро (целитель-шаман), общественный деятель, популяризатор лекарственных растений сельвы Амазонки, текущий руководитель лечебного центра «Дух анаконды» (исп. Espíritu de Anaconda), исполнительный директор в «институте исследования и распространения Медицинской практики Амазонии» (IDIMA) и консультант в Межнациональной ассоциации изучения перуанской сельвы.

## Биография
Гильермо Аревало Валера родился 3 ноября 1952 года в деревне Яринакоча под Пукальпой (Перу) в семье племени шипибо-конибо.
1970 — 1972 годы — работа в больнице «Амазонико» (в настоящий момент — госпиталь «Апойо № 2») в Яринакоча.
1972 — 1975 годы — работа в компании Geopsical Interncontinental. Организация мероприятий, направленных на сохранение здоровья сотрудников.
1977 — 1981 годы — начало работы по исследованию и популяризации традиционной индейской медицины.
1991 — 1992 годы — работа в должности советника в проекте «Здоровье для всех — Гватемала», затем — консультантом в проекте Аметра 2001 (деревня Малдонадо-Божья Матерь, Перу).
С 1993 — исполнительный директор в «институте исследования и распространения Медицинской практики Амазонии» (IDIMA). Работает консультантом в «Межнациональной ассоциации изучения перуанской сельвы» (AIDESEP).

## Семья
Отец, дон Бенито Аревало Барбаран, целитель сообщества шипибо. Происхождение — племена шипибо и аймара.
Мать, донья Мариа Валера Теко. Происхождение — племя Шипибо. В настоящий момент работает целителем в центре «Дух Анаконды», является представителем традиции шипибо, передаваемого по женской линии, к которой относятся вышивка, роспись по ткани и керамика.

## Деятельность

Гильермо Аревало

В настоящее время Гильермо Аревало Валера работает в области традиционной индейской медицины. Заслужил своей деятельностью как в родной деревне так и за её пределами звание шамана. Его имя в традиции шипибо-конибо — Кестенбетца ( (исп.) — Эхо Вселенной). Свою практику курандеро начал с годовой диеты-посвящения, проведя её в изоляции в джунглях Амазонки. По мнению сайта The Amazonian great medicine, Гильермо Аревало является на сегодня одним из величайших живущих экспертов и шаманов-аяваскеро в мире. Является руководителем лечебного центра «Дух анаконды» (Espiritu de Anaconda, Anaconda Cosmica) близ Икитоса (Перу). Принимает учеников со всего мира, передавая традиционные знания индейцев Амазонки о лекарственных растениях Сельвы и их применении.

## Фильмография
- 2000 Другие миры (Other Worlds) Ян Коунен. Документальный фильм о традиции курандерос племени шипибо.
- 2004 Блуберри Ян Коунен. Сыграл в фильме роль старого шамана.